# Mario Kindelán
Mario Kindelán, född 19 augusti 1971 i Holguín, Kuba, är en kubansk boxare som tog OS-guld i lättviktsboxning 2000 i Sydney och därefter OS-guld igen 2004 i Aten. Han är kusin till den olympiske basebollspelaren Orestes Kindelán, som tog två OS-guld och ett silver.